# St. Katharinen (Neuenmörbitz)

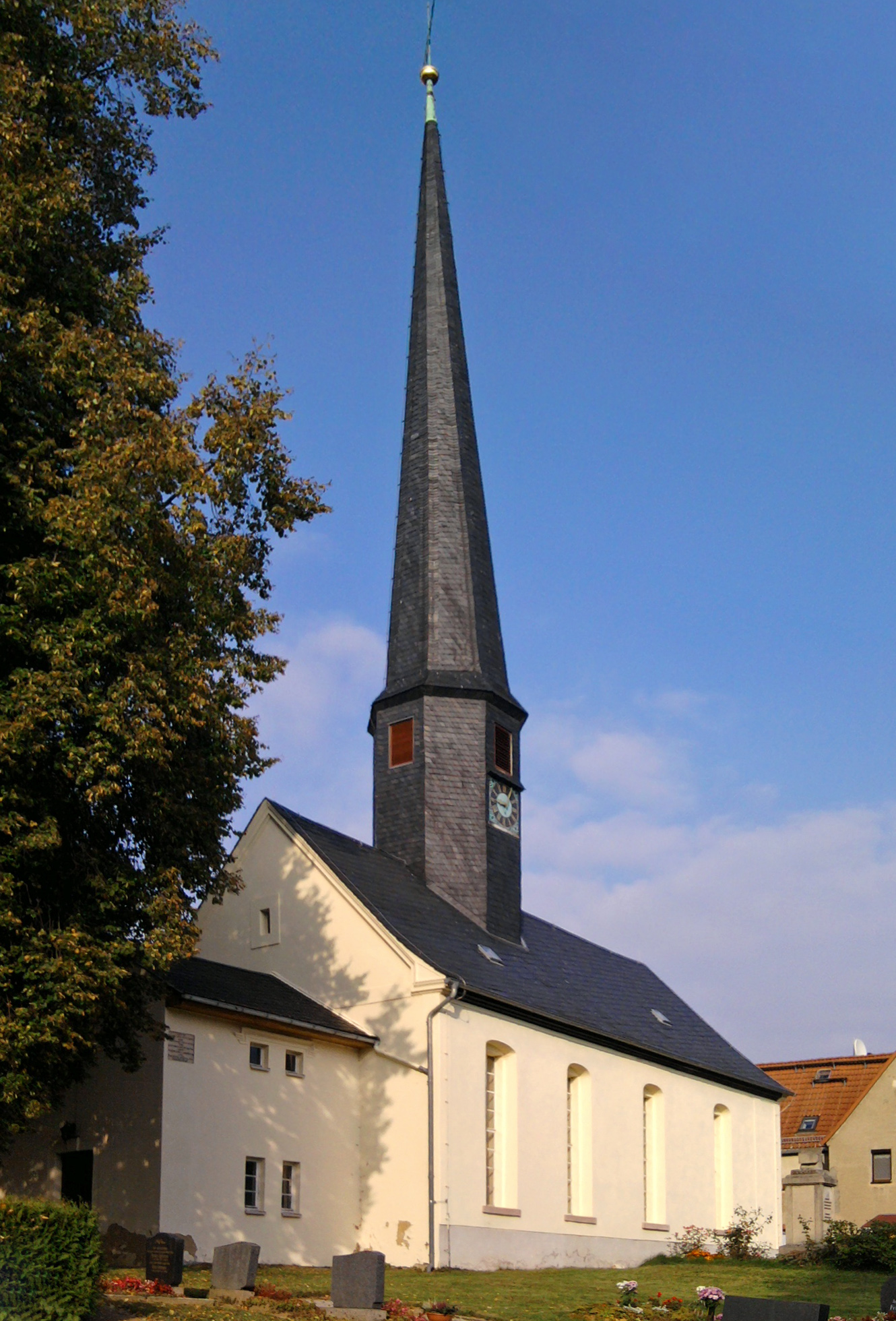
Die Kirche

Die evangelische Dorfkirche St. Katharinen steht im Ortsteil Neuenmörbitz der Gemeinde Langenleuba-Niederhain im Landkreis Altenburger Land in Thüringen.

## Geschichte
Bevor 1528 die Kirche gebaut wurde, stand auf dieser Stelle eine Kapelle. Von 1742 bis 1743 erhielt die Kirche neben baulichen Veränderungen einen Spitzturm. Er wurde 1847 noch einmal verändert.
Die Kanzel aus Stein ist aus schwarzen Marmor beim Altar angebracht. Auch der Taufstein aus dem Jahre 1847 ist aus diesem Marmor mit einer Inschrift. Es besitzt einen gewölbten Deckel.
Die Kirche erhielt 1770 eine von den Glauchauer Gebrüdern Donati erbaute Orgel. Die 3 Glocken der Kirche sind im Jahre 1851 umgegossen und verstärkt worden und tragen jede eine Inschrift.
Von 1995 bis 2000 fand um und im Gotteshaus eine groß angelegte Renovierung statt. 2006 begann der nächste Bauabschnitt mit der Instandsetzung des Kirchturms.